# Џејмс Нокс Полк
Џејмс Нокс Полк (енгл. James Knox Polk; Пајнвил, 2. новембар 1795 — Нешвил, 15. јун 1849) био је једанаести председник Сједињених Америчких Држава од 4. марта 1845. до 4. марта 1849. године. Рођен је у Пајнвилу у Северној Каролини, али је највећи део живота провео у Тенесију за који се везује и највећи део његовог политичког ангажмана. Као члан Демократске странке био је председавајући Представничког дома и гувернер Тенесија.
Одлучно је подржавао Ендруа Џексона па је важио за последњег „јаког“ председника пре Америчког грађанског рата. Полк је пре свега запамћен по успешно вођеној спољној политици. Претио је ратом Британији али се затим повукао и одлучио на поделу Северозапада са Британијом. Познатији је по успешном вођењу Америчко-мексичког рата. Смањио је порезе и успоставио систем резерви који ће потрајати до 1913. године. Повукао се након једног мандата не тражећи реизбор. Умро је три месеца након завршетка председничког мандата.
Полк је први предсједник који је уживо фотографисан док је радио у уреду. Углавном је познат по својој успешној спољној политици. Запретио је ратом против Велике Британије због њиховог неслагања око тога ко има право на територију Орегон, а потом је устукнуо те поделио власништво над споменутом регијом с Британијом. Када држава Мексико није признала америчко припојење Тексаса, Полк је повео нацију у уверљиву победу током Америчко-мексичког рата након којег су САД добиле већину данашњег југозапада. Такође је осигурао спровођење Вокерове царине 1846. године с ниским стопама на чему су му посебно били захвални његови сународници с Југа, а основао је и систем резерви који је трајао све до 1913. године.
Полк је надгледао отварање војне академије у Анаполису, изградњу групе музеја и истраживачких центара у САД познатих под називом Смитсонијан институција, почетак градње Вашингтоновог споменика као и издавање првих поштанских марки у САД. Обећао је да ће одслужити само један председнички мандат и на крају се није ни кандидовао за реизбор. Умро је од колере три месеца након завршетка мандата.
Историчари и научници Џејмеса Нокса Полка увек су стављали на високо место највећих америчких председника због његове способности да оствари задате циљеве. Полк се понекад назива „најмање познатим” председником САД.

## Детињство и младост
Џејмс Нокс Полк, први од десетеро дјеце, рођен је 2. новембра 1795. године у кући на фарми у месту које се данас зове Пајнвил (држава Северна Каролина) у округу Мекленбург, мало изван Шарлота. Његов отац, Самјуел Полк, био је робовласник, успешни фармер и надзорник шкотско-ирског порекла. Његова мајка, Џејн Полк (рођена Кокс) била је потомак брата шкотског религијског реформера Џона Нокса. Својем првом детету дала је име према свом оцу Џејмсу Коксу. Попут свих ранијих шкотско-ирских досељеника у планине Северне Каролине, породице Нокс и Полк биле су презбитеријанци. И док је Џејн читав свој живот остала одана презбитеријанка, Самјуел (чији је отац, Езекиел Полк, био деиста) одбио је догматско презбитеријанство. Када су родитељи одвели малог Џејмса у цркву ради крштења, отац Самјуел одбио је да изјави да је католик те је свећеник одбио да крсти дете. Године 1803. већина Полкових рођака преселила се у подручје реке Дак (подручје које је данас познато као округ Мори, средишњи Тенеси); породица Полк тамо се преселила три године касније. Породица је била богата, а Самјуел Полк постао је окружни судија.